# Тараненко, Василий Григорьевич
Василий Григорьевич Тараненко (28 марта 1914 — 8 июля 1991) — командир разведывательного отделения 315-го гвардейского горно-стрелкового полка 128-й гвардейской горно-стрелковой дивизии 60-й армии, 4-го Украинского фронта, гвардии старшина, полный кавалер ордена Славы.

## Биография
Родился 28 марта 1914 года в селе Новомихайловка Врадиевского района Николаевской области в крестьянской семье. Украинец. Закончил 3 класса начальной школы.

### Работа на Донбассе
В 1931 году по комсомольской путевке поехал на Донбасс. Работал лесогоном (доставщиком), а впоследствии — забойщиком в бригаде Никиты Изотова на шахте «Кочегарка» в городе Горловка Донецкой области.

### Служба в РККА
В 1938 году призван в РККА. Участник Польского похода СССР и буковинского походов РККА, советско-финской войны 1940—1941 годов.

### Великая Отечественная война
Участник Великой Отечественной войны с 22 июня 1941 года. С тяжелыми боями отступал от западной границы до Северного Кавказа. Принимал участие в Керченской десантной операции. Потом освобождал от фашистов Краснодар, Керчь, Севастополь, воевал в Карпатах.
26 октября 1944 года командир отделения, 315-го гвардейского горно-стрелкового полка 128-й гвардейской горно-стрелковой дивизии 1-й гвардейской армии гвардии старшина В. Г. Тараненко, преследуя отступающего противника вблизи населенного пункта Велька Поляна (юго-восточнее города Сяник, Польша), автоматным огнем уничтожил несколько гитлеровцев. Получив ранения, продолжал командовать разведывательной группой. 29 ноября 1944 года награждён орденом Славы 3-й степени (№ 403406).
15 февраля 1945 года гвардии старшина В. Г. Тараненко со своими разведчиками проник во вражеский тыл вблизи населенного пункта Щирк (южнее города Бельско-Бяла, Польша) и в течение трех суток вел военную разведку, своевременно передавая важные сведения своему командованию. 8 марта 1945 года награждён орденом Славы 2-й степени (№ 22246).
2 мая 1945 года в населенном пункте Новая Бяла (близ города Оломоуц, Чехия) с группой разведчиков взял в плен вражеского солдата и ещё пятерых уничтожил. 8 мая на окраине Оломоуца атаковал вражеские позиции, захватив 7 автомашин, пушку с прислугой и много пленных. 29 июня 1945 года награждён орденом Славы 1-й степени (№ 932).
Имеет 4 ранения, одну контузию.

### Послевоенные годы
В 1945 году демобилизован. Вернулся в Горловку. В 1949 году по состоянию здоровья переехал в город Первомайск Николаевской области. Работал крановщиком на железной дороге. Удостоен звания «Лучший машинист крана железных дорог СССР».
Участник парада Победы 1945 года и юбилейного парада 1985 года в Москве.
Умер 8 июля 1991 года в Херсоне.

## Награды
- Орден Отечественной войны 1-й степени (1985);
- Орден Красной Звезды;
- Орден Славы 1-й степени (29.6.1945);
- Орден Славы 2-й степени (8.3.1945);
- Орден Славы 3-й степени (29.11.1944);
- Медали.